# Club Scherma Legnano
Il Club Scherma Legnano è una società schermistica di Legnano, città dell'Alto Milanese, in Lombardia.

## Storia
Fondata nel 1973, vi si pratica solo la spada, sia maschile che femminile, mentre in passato era praticato anche il fioretto. 
La squadra maschile, che in passato è giunta in massima serie (serie A1), ha avuto una serie di retrocessioni fino alla serie B2. Nel 2018 retrocede in C1, ma viene ripescata; invece nel 2019 sfiora la promozione con un 5º posto. Dopo la sospensione del campionato a causa della pandemia da CoVid, retrocede in C1 a causa del penultimo posto in serie B2 nel 2022. Nel 2023 la squadra maschile retrocede nel campionato C2 zonale, ultima serie, in conseguenza del 19º posto su 24 squadre in C1. Nel 2024 ottiene il quinto posto finale nel campionato zonale C2, conquistando la promozione in serie C1 nazionale.
Per quanto riguarda la squadra femminile, essa milita nella serie C1, retrocessa dalla serie B1 nel 2022, nel 2023 aveva sfiorato la promozione in B1 con il 5º posto. 
Nel club si sono allenati schermidori di prestigio come la campionessa europea Bianca Del Carretto e il campione olimpico Matteo Tagliariol. Inoltre, il maestro del club per vario tempo è stato Andrea Candiani, in passato maestro della squadra azzurra di spada femminile alle olimpiadi di Atlanta 1996 e di spada maschile alle olimpiadi di Sydney 2000 e maestro di Andrea Santarelli e Marco Fichera alle olimpiadi di Tokyo 2020.
Dopo l'addio di Andrea Candiani, il maestro del club è stato Marco Di Martino (suo ex allievo) fino al giugno del 2020, quando è stato sostituito da altri due maestri, Davide Augugliaro e Agostino Gerra.
Per la stagione 2021/2022 è stato ingaggiato il maestro Angelo Mazzoni, dopo il ritorno a Empoli da parte di Agostino Gerra.
Dopo solo una stagione, viene ingaggiata la maestra Anna Ferni in sostituzione del partente Angelo Mazzoni.
Per vario tempo a fianco dei maestri hanno svolto il ruolo di istruttori Federico Anelli e Monica Colombo.
Dalla stagione 2021/2022 sono stati sostituiti dall'istruttore Matteo Manzotti. Dalla stagione 2024/2025 Manzotti è stato sostituito dall'istruttore Giuseppe Rizzo.
A livello individuale il club ha avuto per molto tempo atleti di gran spessore che hanno partecipato a gare nazionali come i Campionati Italiani giovanili e assoluti, gare di Coppa del mondo U20 e assoluti e a Campionati del Mondo giovanili, ottenendo anche ottimi piazzamenti.
Negli anni però c'è stato un rapido calo di risultati per molte partenze o ritiri che non sono stati sostituiti, addirittura a livello nazionale solo pochi atleti sono riusciti a qualificarsi ai Campionati Italiani e solo a quelli giovanili e solo in pochissime occasioni ottenendo buoni risultati, in alcune annate nessun atleta è riuscito a centrare la qualificazione ai Campionati Italiani sia di categoria che assoluti, l'ultima apparizione prima della pandemia di Covid-19, quindi con i vecchi criteri di qualificazione risale al 2018 al
Campionato Italiano U17.
Dopo la ripresa post pandemia con anche il cambiamento dei criteri di qualificazione, allargando il numero dei partecipanti, il primo anno post pandemia son tornati atleti al Campionato Italiano U17 e l'anno successivo nel 2022 oltre a replicare la qualificazione nella categoria U17, un'atleta ha centrato la qualificazione al Campionato Italiano Assoluto dopo anni di assenza di legnanesi alla gara.
A livello internazionale, dopo un periodo di crisi, il club sta riportando nelle ultime stagioni atleti a manifestazioni internazionali, come Circuiti Europei U17 o U23, nella categoria U23 con anche atleti in posizioni alte nel ranking, ci sono state presenze anche in gare di Coppa del Mondo Satellite (circuito non ufficiale di Coppa del Mondo) e nella stagione 2023-2024, dopo tanti anni, anche in Coppa del Mondo U20 ufficiale.

## Organizzazione gare
Il club aiuta ed ha aiutato ad organizzare manifestazioni importanti nel corso degli anni, da gare regionali e nazionali al Trofeo Carroccio, tappa storica di Coppa del Mondo Assoluti, le gare si svolgono principalmente al PalaBorsani di Castellanza. Legnano ha ospitato il Campionato europeo di scherma 2012: la fase eliminatoria si è svolta sempre al PalaBorsani, invece le fasi finali al Castello Visconteo di Legnano.

## Atleti
Atleti che hanno ottenuto risultati a livello nazionale o internazionale o sono stati convocati in nazionale mentre militavano nel Club Scherma Legnano e quindi non nei corpi militari come Matteo Tagliariol e Bianca Del Carretto, si allenavano a Legnano ma rappresentando il corpo militare d'appartenenza.
- Andrea Cipriani: Campione Europeo e Mondiale U20 a squadre.(2008-2009)[1][2][3]

- Achille Cipriani: 3º posto Campionato Europeo a squadre U20 (2002)[4][5]

- Marco Di Martino: 6º posto Campionato del Mondo individuale U20 (2000)[6][7]

- Monica Colombo: 12 prove di Coppa del Mondo U20 disputate (1999-2002), Miglior risultato 11ºposto[8][9]

- Lorenza Baroli: 51º posto ranking mondiale U20 (2012-2013)[10][11]

- Mattia Pristera: Campione Europeo U17 a squadre (2011), 3º posto Campionato Europeo U17 individuale (2011)[12]

- Cristiano De Servi: 6º e 7º posto Campionato Italiano U20 (2014 e 2015), 44° ranking europeo U23 (2017-2018)[13][14][15]

- Davide Bonadei: 4 prove di Coppa del Mondo U20 disputate (2011-2013), Miglior risultato 10ºposto[16][17]

- Alessandro Mascheroni: 21° ranking europeo U23 (2021-2022)[15]

- Edoardo Walliser: 15° ranking europeo U23 (2023-2024)[18]

## Squadre

### Spada Maschile
- Campionato Italiano C1

### Progressione Squadra Maschile
- 2008: Campionato Italiano A1
- 2009: Campionato Italiano A1
- 2010: Campionato Italiano A1 (retrocessione)
- 2011: Campionato Italiano A2 (promozione)
- 2012: Campionato Italiano A1
- 2013: Campionato Italiano A1
- 2014: Campionato Italiano A1 (retrocessione)
- 2015: Campionato Italiano A2
- 2016: Campionato Italiano A2 (retrocessione)
- 2017: Campionato Italiano B1 (retrocessione)
- 2018: Campionato Italiano B2
- 2019: Campionato Italiano B2
- 2020: Non disputato
- 2021: Non disputato
- 2022: Campionato Italiano B2 (retrocessione)
- 2023: Campionato Italiano C1
- 2024: Campionato Italiano C1 (retrocessione)
- 2025: Campionato Zonale C2 (promozione)

### Spada Femminile
- Campionato Italiano C1

### Progressione Squadra Femminile
- 2016: Campionato Italiano B2
- 2017: Campionato Italiano B2 (promozione)
- 2018: Campionato Italiano B1
- 2019: Campionato Italiano B1
- 2020: Non disputato
- 2021: Non disputato
- 2022: Campionato Italiano B1 (retrocessione)
- 2023: Campionato Italiano B2
- 2024: Campionato Italiano B2 (retrocessione)
- 2025 Campionato Italiano C1